# Vlajka prezidenta Podněsterské moldavské republiky

Standarta prezidenta Podněsterské moldavské republiky
Poměr stran: 1:1

Vlajka prezidenta Podněsterské moldavské republiky (moldavsky: Драпелул прешединтелуй ал Републичий Молдовенешть Нистрене, rusky: Штандарт президента Приднестровской Молдавской Республики) je symbol funkce prezidenta a jeden ze státních symbolů mezinárodně neuznaného Podněstří.

## Popis
Vlajku tvoří červený čtvercový list, na jehož podélné ose je umístěn zelený pruh o šíři čtvrtiny strany listu. Ve středu vlajky se nachází státní znak Podněstří. Okraj po celé délce lemují zlaté třásně. Na žerdi je v kovové destičce vyryto celé jméno prezidenta, žerď zakončuje kovový zkřížený srp a kladivo a nad nimi pěticípá hvězda.

## Užití
Originál standarty je uložen v kanceláři prezidenta v Tiraspolu. Duplikát se vyvěšuje po dobu přítomnosti prezidenta na jeho tiraspolském sídle nebo na jiných státních rezidencích.